# 17764 Шацман
17764 Шацман (17764 Schatzman) — астероїд головного поясу, відкритий 2 березня 1998 року.
Тіссеранів параметр щодо Юпітера — 3,369.